# Brain (コンピュータウイルス)
BrainまたはBrain virusとは、パキスタン人のアルビ兄弟が作成した、極めて初期のコンピューターウイルスである。文献によっては最初のコンピューターウイルスと紹介されている。

## 概要
このウイルスはフロッピーディスク内のブートセクタに寄生し、フロッピーディスクからシステムをコピーすることによって感染する。ウイルスとしては比較的大きく、3.5KBあり、感染したブートセクタを検査しても自身が発見されないよう偽装する。作者はパキスタンでコンピューターの販売・メンテナンス、ソフトウェアの販売を行なっていた会社を経営する兄弟であった。彼らは違法コピー対策として、違法コピーにより感染し、その感染ソフトを起動した場合にとあるメッセージを表示するようにしたプログラムを仕込んだ。そのメッセージには著作権者でもあるウイルス製作者の名前と、会社名、連絡先が表示され、ウイルスに注意し、ワクチン接種が必要な場合は会社へ連絡するように書かれていた（すなわちウイルスと自ら名乗った）。この会社名がBrain Computer Servicesであったため、このウイルスはBrain virusと名づけられている。感染対象はIBM PCおよびPC/AT互換機のMS-DOSのシステムであり、後のコンピューターウイルスのようなデータを消す、自己の複製を送りつけるといった挙動はしないが、ボリュームラベルの変更を行う。
1986年1月にこのウイルスは主にコンピューターの普及が進んでいたアメリカで大量に発見され、大手の新聞やメディアで大きな問題として取り上げられた。同時にそれは非常に多くの不正コピーが行なわれているという傍証ともなった。しかし、多くのマスコミはBrain virusの感染性を問題としその部分を大きく報道した。